# Beach (Dakota del Norte)
Beach es una ciudad ubicada en el condado de Golden Valley en el estado estadounidense de Dakota del Norte. En el censo de 2010 tenía una población de 1019 habitantes y una densidad poblacional de 203,64 personas por km².

## Geografía
Beach se encuentra ubicada en las coordenadas 46°54′55″N 104°0′29″O / 46.91528, -104.00806. Según la Oficina del Censo de los Estados Unidos, Beach tiene una superficie total de 5 km², de la cual 5 km² corresponden a tierra firme y (0.1%) 0.01 km² es agua.

## Demografía
Según el censo de 2010, había 1019 personas residiendo en Beach. La densidad de población era de 203,64 hab./km². De los 1019 habitantes, Beach estaba compuesto por el 97.45% blancos, el 0.59% eran afroamericanos, el 0.39% eran amerindios, el 0.1% eran asiáticos, el 0.1% eran isleños del Pacífico, el 0.69% eran de otras razas y el 0.69% pertenecían a dos o más razas. Del total de la población el 2.16% eran hispanos o latinos de cualquier raza.